# سعيد بن خالد
سعيد بن خالد بن سعيد بن العاص بن أمية بن عبد شمس القرشي. أمه أُمينة، ويقال هُمينة، بنت خلف الخزاعية. ولد مع أخته أمة بنت خالد في أرض الحبشة. هو أحد خمس رجال ولدوا في الحبشة، والآخرون هم عبد الله بن جعفر بن أبي طالب، ومحمد بن أبي حذيفة، وسعيد بن خالد، وعبد الله بن المطلب بن أزهر، وموسى بن الحارث بن خالد.
أقام بها وعاد مع أبيه. قتل في معركة مرج الصفر مع الروم في بلاد الشام.